# Egglham
Egglham – miejscowość i gmina w Niemczech, w kraju związkowym Bawaria, w rejencji Dolna Bawaria, w regionie Landshut, w powiecie Rottal-Inn. Leży około 12 km na północny wschód od Pfarrkirchen.

## Dzielnice
W skład gminy wchodzą dwie dzielnice: Amsham, Egglham.

## Demografia
| Rok  | Liczba mieszk. |
| ---- | -------------- |
| 1970 | 2 270          |
| 1987 | 2 298          |
| 2000 | 2 442          |

## Osoby urodzone w Egglham
- Peter Griesbacher - kompozytor

## Oświata
(na 1999)

W gminie znajduje się przedszkole (50 miejsc i 49 dzieci).